# Leuchtturm Reading

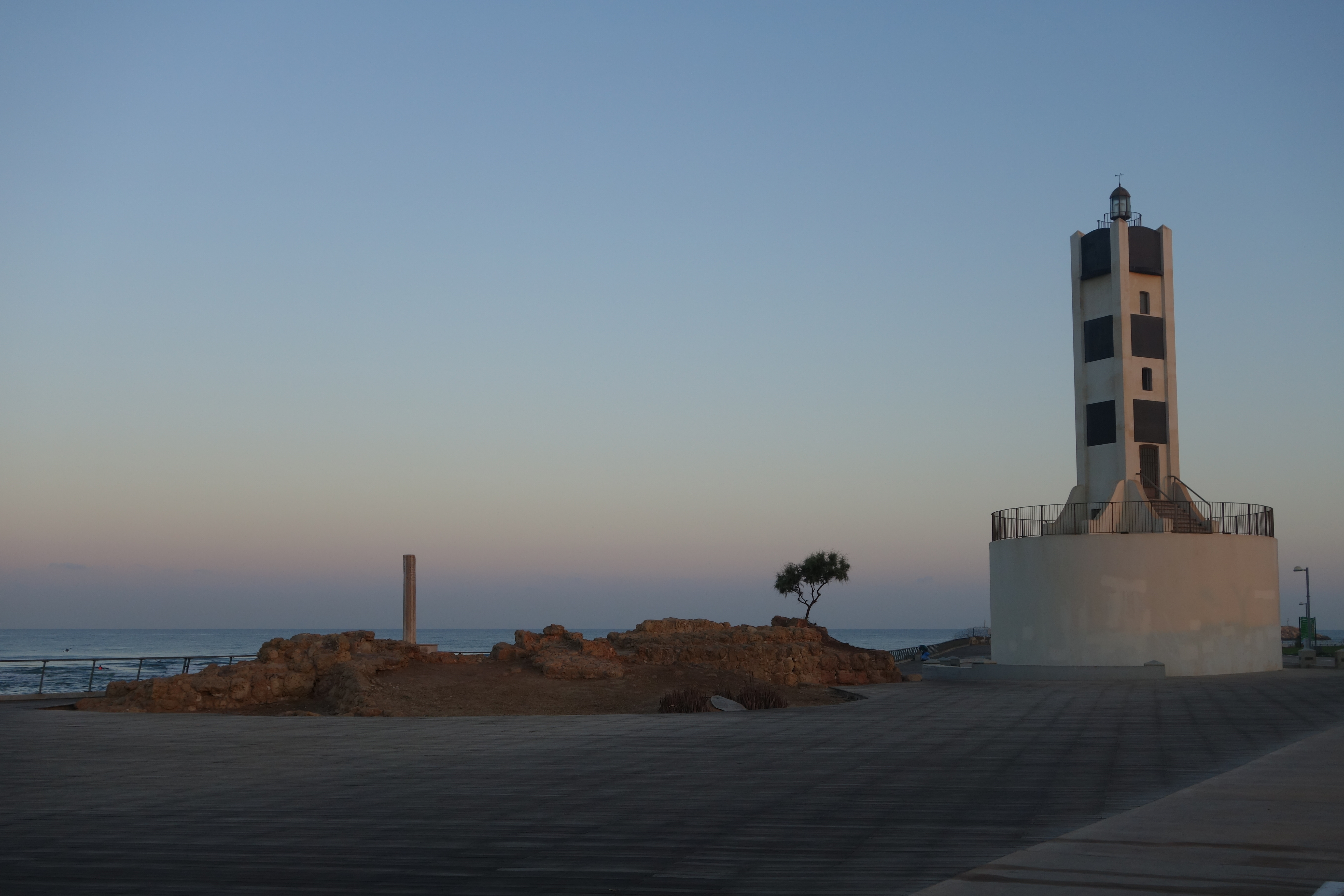
Leuchtturm Reading und Tell Tel Kudadi

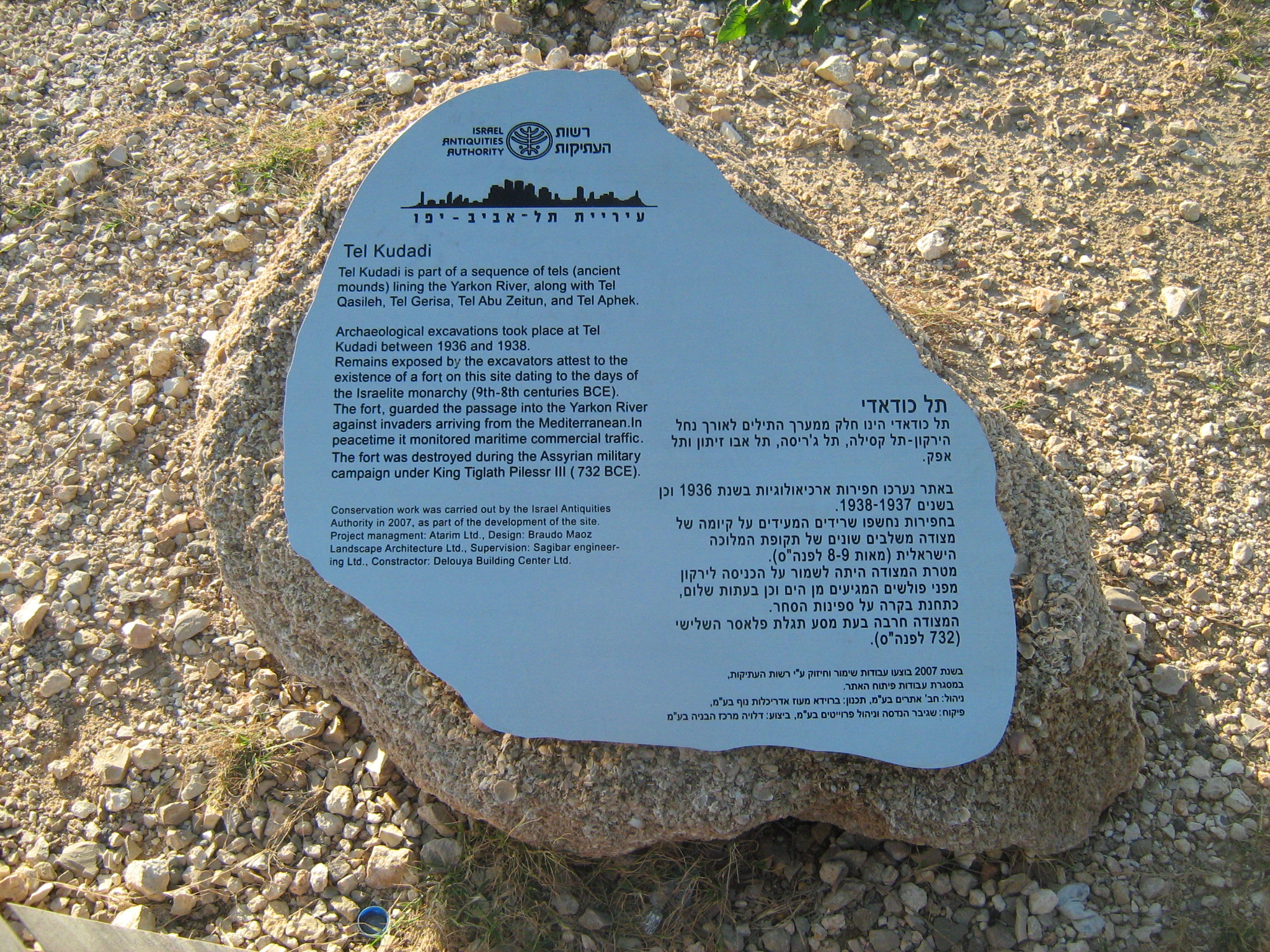
Tel Kudadi

Der Leuchtturm Reading (hebräisch מִגְדַּלּוֹר רֶדִינְג Migdalōr Redīng; auch Leuchtturm Tell Kudadi, Leuchtturm Ha-Yarkon oder Leuchtturm Tel Aviv) ist ein stillgelegter Leuchtturm in Tel Aviv, Israel. Er befindet sich in der Nähe des Strandes der Nordseite der Mündung des Flusses Yarkon am Fuß des südlichen Wellenbrechers von Tel Aviv. Er bekam seinen Namen vom nahe gelegenen Kraftwerk Reading.

## Geschichte
Den Leuchtturm ließen die britischen Behörden 1934–1935 errichten, um Schiffen das sichere Passieren des Ufers zu ermöglichen und vor den Sandbänken zu warnen. Der Bau wurde durch eine französische Firma unter Heranziehung lokaler arabischer Arbeitskräfte realisiert.
Während der Bauarbeiten wurde ein Tell gefunden, welche als Tell Kudadi benannt wurde. Das Tell wurde von 1936 bis 1938 ausgehoben, wobei zwei Überreste assyrischer Festungen aus dem 8. Jahrhundert v. Chr. gefunden wurden.
Am 19. April 1936 brach ein arabischer Aufstand aus, inklusive eines Streiks, welcher den Hafen von Jaffa lahm legte und den Export von Zitrusfrüchten unterbrach. Entgegen den Wünschen der Britischen Behörden, die eine Finanzierung aus ihren Steuermitteln ablehnten, haben die Stadt Tel Aviv, Politiker und Institutionen des Jischuv (wie die Repräsentantenversammlung (Palästina) und dem aus ihrer Mitte gewählten Nationalausschuss [hebräisch הַוַּעַד הַלְּאֻמִּי Ha-Waʿad ha-Ləʾummī]) die Gründung eines privatrechtlichen Unternehmens (hebräisch אוֹצָר מִפְעֲלֵי יָם Otzar Mifʿalej Jam, deutsch ‚Schatz der Seewerke‘) initiiert, das die Mittel einwarb und bis 1938 den Hafen von Tel Aviv als Konkurrenz zum Hafen von Jaffa errichtete. Der gewählte Ort war die Mündung des Flusses Yarkon, in der Nähe des Leuchtturms und dieser diente nunmehr als Navigationshilfe für den Hafen.
Zwischen 1937 und 1938 wurde in der Nähe das Kraftwerk Reading gebaut. Die Beleuchtung des hohen Schornsteins hat den Leuchtturm überflüssig gemacht, allerdings war der Leuchtturm weiterhin in Betrieb. In 1965, als der Hafen offiziell geschlossen und durch den Hafen Ashdod ersetzt wurde, wurde auch der Leuchtturm außer Betrieb genommen.
In 2007 baute die israelische Altertümerbehörde einen Holzsteg um den Tell und den Leuchtturm, wodurch diese für die Öffentlichkeit einfacher zu erreichen sind. Der Turm selbst ist allerdings geschlossen, ebenso wie alle Fenster.
Ursprünglich war der Leuchtturm in einem Schachbrettmuster in schwarz und weiß gestrichen, Spuren dieser Bemalung sind noch heute zu erkennen.

## Rezeption
Der Leuchtturm spielte in einigen israelischen Filmen eine Rolle, bspw. Late Summer Blues, und wurde auf einer israelischen Briefmarke abgebildet, welche am 26. November 2009 ausgegeben wurde.